# Хойники
Хойники (біл. Хо́йнікі, Chojniki) — місто в Білорусі, адміністративний центр Хойницького району Гомельської області.

## Географія
Місто Хойники розташоване за 103 км на південь від обласного центру та за 60 км від міста Мозир. В місті знаходиться залізнична станція (кінцева станція лінії Василевичі — Хойники, яка відгалужується від лінії Гомель — Берестя). Автошляхами місто сполучається з Речицею, Калинковичами, Брагіном.

## Історія
Вперше Хойники (найдавніше — Хвойники) згадуються 1504 року, як село Брагінської волості Київського воєводства Великого князівства Литовського, що подаровано великим князем литовським Олександром за військови заслуги навічно пану Семену Федоровичу Полозу (Полозовичу), далі належало князям Любецьким, панам Харлінським, Абрамовичам, Брозовським, князям Шуйським, панам Прозарам. У першій половині XVII століття пан Максимільян Брозовські побудував замок у заплаві річки Квеся з оборонними стінами, в'їзною брамою, який проіснував до кінця XVIII століття.
З кінця XVII століття Хойники — містечко та центр «волості» (маєтку) Овруцького повіту Київського воєводства.
Після другого поділу Речі Посполитої у 1793 році Хойники — містечко Речицького повіту Чернігівського намісництва, надалі Малоросійської губернії, з 29 серпня 1797 року — Мінської губернії Російської імперії.
Наприкінці XIX століття у Хойниках налічувалося близько 2,7 тисяч жителів. Тут працювали два спиртозаводи, лісопильний, металообробний заводи, два водяних млини, дві школи, 26 крамниць, два готеля, поштова станція. Побудовані Покровська церква, костел.
З 1919 року Хойники в складі Гомельської губернії, яка увійшла до складу РРФСР. 8 грудня 1926 року містечко — адміністративний центр району, спочатку Речицького, а впродовж 1927—1930 роках — Гомельського округу БРСР.
29 вересня 1938 року Хойникам надано статус селища міського типу Поліської області. Станом на 1939 рік в ньому проживало 3,4 тис. осіб.
25 серпня 1941 року селище Хойники окупували німецько-фашистські війська. 23 листопада 1943 року Хойники звільнено військами 1-го Білоруського фронту.
У 1954 році Хойники увійшли до складу Гомельської області. 10 листопада 1967 року отримано статус міста. У 1970 році тут проживало 9,5 тис. осіб.
Хойники дуже постраждали від аварії на Чорнобильській АЕС. 
Станом на 2004 рік в Хойниках проживало 14,2 тис. жителів. У 2009 році — 13 844 жителів.

## Війна 2022 року
З території біля міста російськими військами обстрілювалася територія України ракетами Іскандер.

## Забудова
Місто розбудовувалося, і поступово його межі розширювалися шляхом приєднання прилеглих селищ. Утворені три райони: Старі Хойники, Нові Хойники та Північно-західний район. Були зведені декілька дво- та п'ятиповерхових будинків, з утворенням мікрорайону «Ювілейний». Через аварію на Чорнобильській АЕС будівництво в місті законсервовано.

## Промисловість
З промислових підприємств працюють: авторемонтний завод, ЗБВ, консервний, торф'яний, філія Гомельського заводу «Гідропривід», фабрика художніх виробів, сироробний комбінат.

## Освіта і культура
У місті діють: ПТУ, 4 середні загальноосвітні школи, спортивна та музична школи, центр творчості, 2 будинки культури, Будинок ремесел, 4 бібліотеки, краєзнавчий музей.

## ЗМІ
Видається районна газета «Ленінський прапор». 

## Пам'ятки
У Хойниках знаходяться:
- братські могили радянських воїнів, партизанів і підпільників, словацьких партизан;
- пам'ятники воїнам, пам'ятник Скорботи до 10-річчя катастрофи на Чорнобильській АЕС;
- збереглася садиба XIX століття.